# Maynardville
Maynardville es una ciudad ubicada en el condado de Union en el estado estadounidense de Tennessee. En el Censo de 2010 tenía una población de 2.413 habitantes y una densidad poblacional de 170,51 personas por km².

## Geografía
Maynardville se encuentra ubicada en las coordenadas 36°14′48″N 83°48′23″O / 36.24667, -83.80639. Según la Oficina del Censo de los Estados Unidos, Maynardville tiene una superficie total de 14.15 km², de la cual 14.15 km² corresponden a tierra firme y (0%) 0 km² es agua.

## Demografía
Según el censo de 2010, había 2.413 personas residiendo en Maynardville. La densidad de población era de 170,51 hab./km². De los 2.413 habitantes, Maynardville estaba compuesto por el 0.1% blancos, el 0.08% eran afroamericanos, el 0.37% eran amerindios, el 0.21% eran asiáticos, el 0% eran isleños del Pacífico, el 0.41% eran de otras razas y el 1.24% pertenecían a dos o más razas. Del total de la población el 1.53% eran hispanos o latinos de cualquier raza.